# Abbazia di Collegeville
L'abbazia di Collegeville (in inglese Saint John's Abbey), in Minnesota, è un monastero benedettino della congregazione americano-cassinese ed è dedicato a san Giovanni Battista.

## Storia
Joseph Crétin, primo vescovo di Saint Paul, invitò Bonifacio Wimmer a inviare monaci nella sua diocesi per assicurare la cura pastorale agli immigrati di lingua tedesca della regione. Wimmer inviò in Minnesota alcuni religiosi dell'abbazia di Latrobe che nel 1856 diedero inizio al nuovo monastero, dedicato inizialmente a san Luigi in omaggio al re Luigi I di Baviera, sostenitore dell'opera dei monaci benedettini in America.
Il monastero divenne priorato indipendente nel 1858 il 27 luglio 1866 fu elevato ad abbazia.
Con l'autorizzazione e la raccomandazione delle autorità civili, il 17 febbraio 1857 fu eretto accanto al monastero il Saint John's College e nel 1881 anche l'abbazia fu posta sotto il titolo di san Giovanni Battista.
La popolazione del monastero crebbe rapidamente anche grazie a numerosi studenti educati nel college che, terminata la loro formazione, decisero di abbracciare la vita religiosa nell'abbazia: nel 1880 l'abbazia contava 90 monaci, 41 dei quali sacerdoti, e alla fine del'Ottocento i monaci erano già 135, 96 dei quali sacerdoti. Negli anni '60 il monastero arrivò a contare 400 monaci, divenendo la comunità benedettina più numerosa del mondo.
La popolosità del monastero consentì ai benedettini di sviluppare un'ampia attività pastorale e missionaria: fino al 1956, nei primi cento anni della storia di Collegeville, i monaci amministrarono 113 parrocchie e prestato servizio in 146 missioni e 102 stazioni missionarie.
Da Collegeville partirono i monaci che fondarono i monasteri di Muenster, Olympia, Nassau, Tepeyac, Humacao e Tokyo.
L'abbazia di Collegeville propagò nelle Americhe il movimento liturgico iniziato in Europa: nel 1926 il monaco di Collegeville Virgilio Michel fondò la rivista Orate Fratres (poi, dal 1951, chiamata Worship); presso il monastero fu fondata anche la casa editrice Liturgical Press che, dopo la riforma liturgica seguita al Concilio Vaticano II, pubblicò le edizioni ufficiali dei libri liturgici per gli Stati Uniti. Sempre a Collegeville si pubblicano Sponsa Regis, fondato nel 1929 e dal 1965 intitolato Sisters Today, e The Bible Today, per la divulgazione della cultura biblica.
A partire dal 1954, con la collaborazione dell'architetto Marcel Breuer, fu elaborato un notevole programma di costruzioni che portò anche alla riedificazione della chiesa abbaziale.